# Promiscuïtat

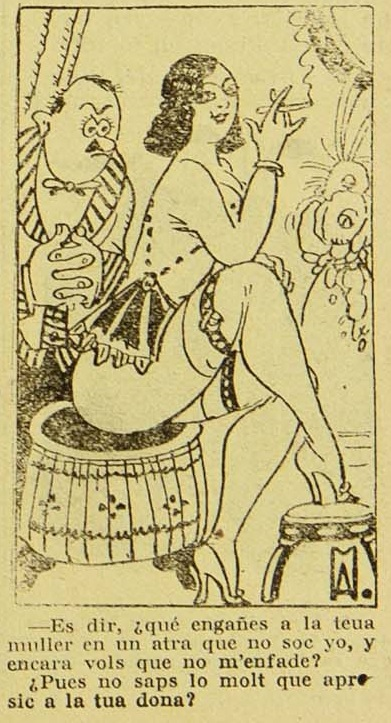
Acudit de Méndez Álvarez a La Chala referent a la infidelitat conjugal.

La promiscuïtat és la pràctica de relacions sexuals amb diverses persones, parelles o grups sexuals, en contraposició amb la monogàmia, tant en el regne animal com entre els éssers humans. L'OMS defineix promiscuïtat com més de 2 parelles sexuals en menys de 6 mesos. Si no es practica un sexe segur, l'augment de la quantitat de parelles sexuals amb les quals no s'utilitza preservatiu s'incrementa considerablement la possibilitat de contagiar i propagar alguna malaltia de transmissió sexual o embaràs no desitjats.
Per a la majoria de les religions, la promiscuïtat és el contrari a la castedat. En l'àmbit social es considera el contrari a la monogàmia, encara que també existeix el terme bigàmia, que especifica l'activitat sentimental i, per tant, sexual amb dues persones. Per això podria assumir que una persona promíscua manté relacions sexuals amb més de tres parelles, encara que en realitat no hi ha un nombre "mínim" de companys sexuals per definir la promiscuïtat.
La noció de promiscuïtat pot variar entre cultures, i ha variat també en la història. Per a religions com el cristianisme, islam o judaisme, la promiscuïtat és un acte escandalós, ja que aquestes valoren el matrimoni i la monogàmia. No totes les religions comparteixen aquesta opinió: el budisme té una visió diferent del sexe i fins i tot a la prostitució. L'islam en el seu moment permetia, d'acord amb l'Alcorà, que els homes poguessin tenir diverses esposes, encara que això no es considera com promiscuïtat, perquè totes les seves esposes hi han d'estar d'acord i l'home les ha de complaure per igual a totes, tant en el material com en l'afectiu.
En la cultura popular occidental l'actitud és variable. La psicologia i l'alliberament sexual han influït en la visió i tolerància social davant la promiscuïtat. En programes televisius com la sèrie nord-americana Sex and the City, es presenta la promiscuïtat com una cosa normal en la vida diària.

## Nota
1. ↑  Kedarnath Dash. Invitation to social and cultural anthropology.  Atlantic Publishers & Dist, 1 gener 2004, p. 49–. ISBN 9788126903238 [Consulta: 21 maig 2011].